# Neumann-architektúra

A Neumann-architektúra vázlata

A Neumann-architektúra, más néven Neumann-modell egy számítógép-architektúrára  kidolgozott  modell.  Neumann János és társai 1945. június 30-án publikálták 
a „First Draft of a Report on the EDVAC” (Első vázlat az EDVAC-ról készült jelentéshez) című kiadványban.
A Neumann-architektúra szerint egy digitális számítógép a következő egységekből áll:
- aritmetikai-logikai egység (regiszterek),
- vezérlő egység: ez tartalmazza a programszámlálót és az utasításregisztert,
- operatív tároló az adatok és az utasítások tárolására,
- háttértár, illetve a perifériákhoz tartozó be- és kiviteli mechanizmusok.

A Neumann-architektúra mára a tárolt programú számítógép fogalmává vált. Az ilyen architektúra legfontosabb tulajdonsága, hogy utasításkód kiolvasása és aritmetikai vagy logikai művelet nem végezhető adatművelettel egyidejűleg, mert a számítógép egyetlen adatsínt használ. Ez az architektúra szűk keresztmetszete, ami meghatározott felhasználások esetén súlyosan korlátozza a rendszer teljesítményét. A Neumann-architektúra kialakítása egyszerűbb, mint a modernebb Harvard-architektúráé, mely szintén tárolt programú rendszer, de külön dedikált cím- és adatsín tartozik a memóriához és az utasításkód olvasásához.

## Korai Neumann-architektúrájú számítógépek
Neumann Első vázlata egy olyan konstrukciót írt le, amelynek alapján számos egyetem és vállalat épített működő számítógépeket. Ezek a gépek lényegesen különböztek egymástól, közülük csak az ILLIAC és az ORDVAC rendelkezett kompatibilis utasításkészlettel.
- ARC2 (Birkbeck, University of London) hivatalosan 1948. május 12-én lépett működésbe.[5]
- Manchester Baby (Manchesteri Viktória Egyetem, Anglia) – tárolt program első sikeres indítása: 1948. június 21-én
- EDSAC (Cambridge-i Egyetem, Anglia) – ez volt az első gyakorlatban alkalmazott tárolt programú elektronikus számítógép (1949 májusa)
- Manchester Mark 1 (Manchesteri Egyetem, Anglia) a Baby továbbfejlesztése (1949 júniusa)
- CSIRAC (Ausztrál Állami Tudományos és Ipari Kutató Szervezet, Tudományos és Ipari Kutatási Tanács (Council for Scientific and Industrial Research)), Ausztrália (1949. november)
- MESZM a Kijevi Elektrotechnológiai Intézeben, Kijev, Ukrán SzSzK (1950. november)
- EDVAC (Ballistic Research Laboratory, Aberdeen Proving Ground Számítástechnikai Laboratórium) , 1951
- ORDVAC (Illinoisi Egyetem), Aberdeen Proving Ground, Maryland (1951 novemberében készült el)[6]
- IAS számítógép a Princetoni Egyetemen (1952. január)
- MANIAC I a Los Alamos Scientific Laboratory kutatóintézetben (1952. március)
- ILLIAC az Illinoisi Egyetemen, (1952. szeptember)
- BESZM-1 Moszkvában (1952)
- AVIDAC, Argonne National Laboratory (1953)
- ORACLE, Oak Ridge National Laboratory (1953. június)
- BESK Stockholmban (1953)
- JOHNNIAC a RAND Corporation-nél (1954. január)
- DASK Dániában (1955)
- WEIZAC a Weizmann Intézetben, Rehovot, Izrael (1955)
- PERM Münchenben (1956)
- SILLIAC Sydneyben (1956)